# バサースト (ニューサウスウェールズ州)
バサースト（Bathurst）は、オーストラリアのニューサウスウェールズ州内陸部の都市。人口は3万5391人（2014年）。
地名はグレゴリー・ブラックスランドが同地を発見したとき同行していた測量師ジョージ・エバンスが名づけた。

## 位置
州都シドニーから西に約200kmに位置する。

## 友好・姉妹都市
- 大熊町（日本） - 1991年姉妹都市提携

## 航空機によるアクセス
リージョナル・エクスプレス航空がシドニー国際空港-バサースト空港間をサーブ340で毎日運航しており、シドニー国際空港から50分ほどで到着する。

## モータースポーツ
バサースト中心部より南西3kmほどの場所にマウントパノラマ・モーターレーシング・サーキットがある。サーキットとして使用されている道路は普段は公道として使われており、レースが行われるときにのみ閉鎖される。バサースト12時間レースなどが有名。